# 中華街夜市
22°37′36″N 120°21′21″E / 22.6267917°N 120.3559336°E

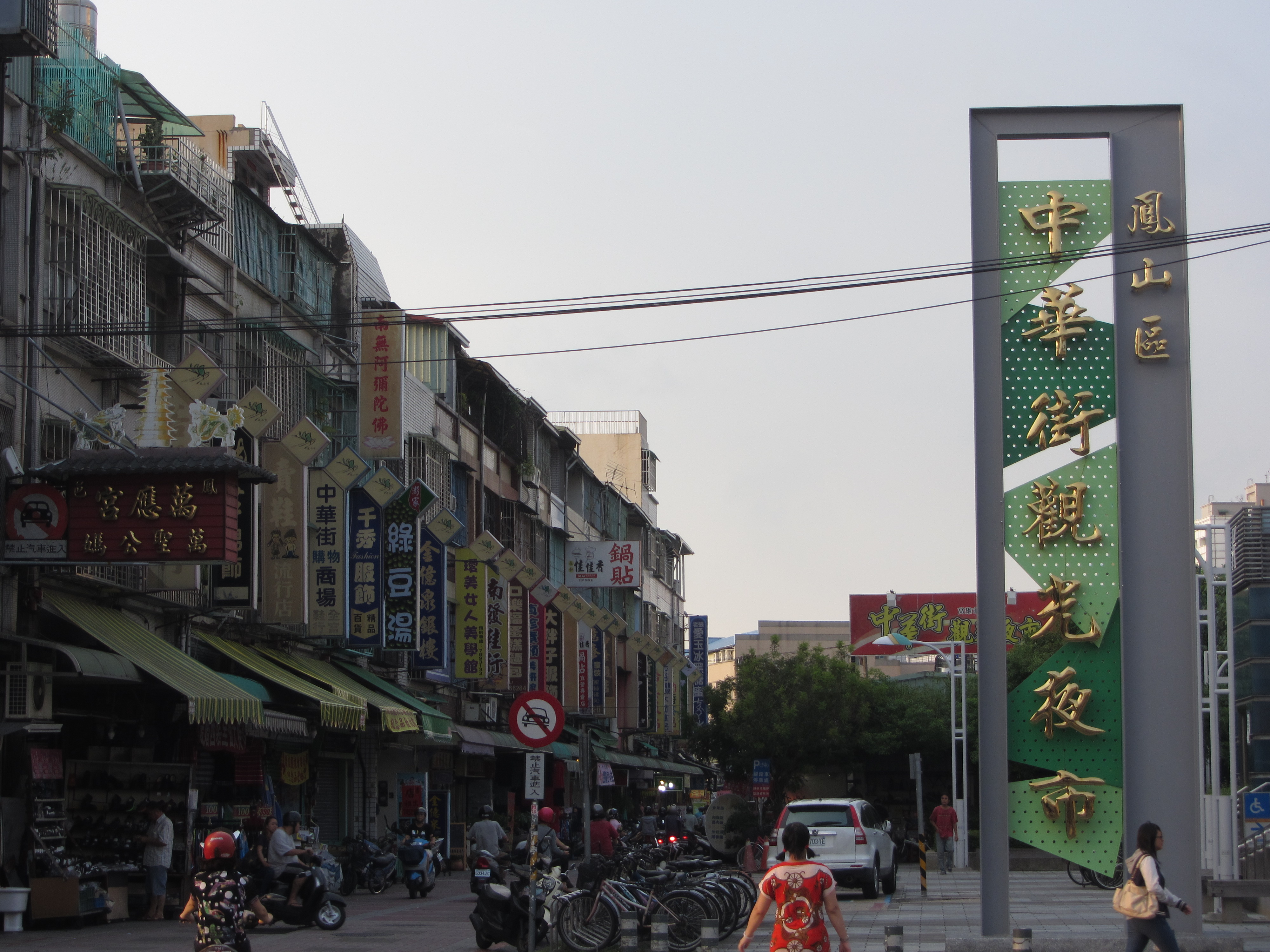
中華街夜市入口

中華街夜市是位於台灣高雄市鳳山區中華街和光遠路口的夜市，鄰近高雄捷運鳳山站、曹公圳、平成砲台。
中華街夜市約有69個攤位，並且店家招牌都是統一樣式為其特色。
中華街夜市於交通部觀光局「2010年特色夜市選拔活動」中獲選為十大夜市。

## 外部連結
- 鳳山中華街商圈的Facebook專頁
- 臺灣美食文化網－鳳山中華街夜市
- 高雄旅遊網－鳳山(中華)夜市[永久]